# Fernando Fornaris y Céspedes
Fernando Fornaris y Céspedes (Bayamo, Cuba, 6 de junio de 1837 - 1875) fue un abogado, escritor y militar cubano de la Guerra de Independencia de su país.

## Primeros años
Nació en la ciudad de Bayamo, en el Oriente cubano, actual provincia de Granma, el 6 de junio de 1837 en el seno de una de las familias más distinguidas de la ciudad. Sus primeros estudios los cursó en su ciudad natal, pasando después a La Habana donde se graduó en leyes.
De vuelta a Bayamo fundó un bufete en el que tuvo gran actividad y en 1857 contrajo matrimonio con Elvira de Céspedes Fornaris (hija de Ramón de Céspedes Barrero, quien fuera Secretario del Exterior de la República en armas de 1870 a 1873).
Se destacó por una amplia actividad cultural: escribió gran cantidad de poesías publicadas en periódicos de la época (La Regeneración, Bayamo; La Antorcha, Manzanillo). Fue un ardiente defensor de la educación universal, como manifestó en escritos publicados en periódicos de la época coma la revista “La Idea”. Durante la Guerra siguió esta actividad, sobre todo con poemas de carácter revolucionario.

## Preparativos revolucionarios
Llegaron los turbulentos años en los que los cubanos comenzaron a plantearse su independencia de la metrópoli y en un principio adoptó posiciones reformistas, en la creencia de que España daría libertades a Cuba, pero esta actitud cambió, comenzando a tener contactos con Vicente Aguilera, Maceo, Ramón de Céspedes.Estuvo presente en la constitución del Comité Revolucionario de Bayamo en 1867.
Participó en diversas reuniones en las que se planeó la insurrección contra España. Una de ellas en una de sus haciendas, Buenavista, en el partido del Dátil cerca de Bayamo, en la que algunos querían adelantar el alzamiento independentista. Aguilera y Fornaris se opusieron creyendo que eran necesarios más recursos y propuso el primero ir a EE. UU. para organizar y volver con una expedición. Francisco Maceo dudaba sobre la fecha y Pedro Figueredo y Donato del Mármol eran partidarios de un alzamiento inmediato. Se impuso al final la idea de esperar hasta obtener más medios, especialmente los provenientes de la zafra (recogida del azúcar).
En otras reuniones se acuerda la fecha de la rebelión para el 14 de octubre de 1868, pero Carlos Manuel de Céspedes se adelanta al 10 de octubre al tener noticias de que las autoridades españolas iban a arrestar a los insurgentes.
No todos estuvieron de acuerdo con este adelanto, al considerar algunos que no había todavía la suficiente preparación para la lucha, así lo expresan en otra reunión celebrada en el potrero la Juanita de Mabay, propiedad también del biografiado. Alentados por Pedro Figueredo deciden sin embargo seguir a Céspedes enviando una delegación compuesta por Figueredo, Lucas del Castillo, Carlos Pérez y Fernando Fornaris para comunicárselo. Le encuentran en La Sabana de Barrancas donde se lo comunican y en ese mismo lugar el líder insurgente nombra a Pedro Figueredo Jefe del Estado Mayor General y a los demás sus Consejeros.

## Insurrección de 1868
Atacan y ocupan la ciudad de Bayamo el 20 de octubre de 1868.
El 24 de octubre es nombrado mediante decreto Brigadier General del Ejército Libertador y el 24 de diciembre Jefe del Departamento del Exterior (embrión de lo que serían más tarde la Secretaría del Exterior) del gobierno revolucionario. Por estas fechas dirige el periódico mambí “El Cubano Libre”, sustituyendo a José Joaquín Palma (1844-1911).
Tras el revés sufrido por los insurgentes el 12 de enero de 1869, con la pérdida de Bayamo, pasan a una larga lucha de guerrillas en las junglas cubanas (La Manigua).
En los primeros tiempos F.Fornaris mantiene posiciones anexionistas, proponiendo la unión de Cuba a la Federación norteamericana. A lo largo de su vida vemos como cambia también esta opinión. Así en unos apuntes que escribió a finales de 1873 podemos leer estas reflexiones, tras el apresamiento del barco Virginius y el fusilamiento de parte de sus tripulantes por las autoridades de Santiago de Cuba:
"Yo se bien que el apresamiento del Virginius es un asunto de derecho internacional que proporcionará mucha materia a los periódicos norteamericanos para que llenen sus columnas. habrá mucho clamoreo, mucha indignación y muchas manifestaciones de simpatía a favor de nuestra causa, pero el Gobierno de Washington será sordo á tales muestras de respeto y consideración a los fueros de la Humanidad y la civilización y arreglará el asunto con el Gabinete de Madrid, del modo que más convenga a sus intereses, y no a los intereses de la política Continental, que es la política de la República, la política de la democracia y la política que debía respetar una nación que tiene a orgullo haber realizado el ideal de los pueblos libres del Universo" (Fuente: “Bajo la Piel de la Manigua. Rasgos de la Guerra de Cuba de Fernando Fornaris”. Rolando Rodríguez, Ed. De Ciencias Sociales, La Habana 1996).

## Cámara de representantes de Cuba Libre
La Cámara de Representantes, de la que Fernando formó parte desde finales de abril de 1869 hasta su muerte, realizó una ardua labor en una difícil situación, a veces tenazmente perseguida por las autoridades coloniales. Baste reseñar algunas de las leyes aprobadas en los primeros meses de su constitución en 1869: Decreto sobre la libertad de Comercio de 7 junio, Ley sobre el matrimonio civil de 18 del mismo mes, Ley de organización militar de 22 de julio, Reglamento de Procedimientos militares del 5 de agosto y Ley de división territorial del 6 del mismo mes, la de Organización Administrativa del día 8 y la de Cargos Públicos del 12 de agosto, Ley de Enseñanza gratuita del 31, entre otras.
En diciembre de 1869, participó en la deposición de Manuel de Quesada como General en Jefe del Ejército Libertador al pedir este poderes militares excesivos y temiendo la Cámara una dictadura militar. Se produjo entonces un roce muy importante de los diputados con el presidente del Ejecutivo, al nombrar este al depuesto general como Agente especial en USA, atribución que era competencia de los Representantes, estando a punto estos de destituirle de su cargo.
En el terreno personal este año del 69 sería trágico al perder a su padre y varios hermanos, así como una hija pequeña, Fernandina, a la que el mismo dio sepultura.
El 7 de noviembre de 1870, junto con otros insurrectos, considerados como líderes de la rebelión es condenado a muerte en consejo de Guerra en La Habana.
En los momentos en que la Cámara de Representantes se hallaba en receso por diversas circunstancias, Fernando Fornaris, como otros diputados, participaba en los combates. Así ocurrió en diciembre de 1870 en una acción militar en El Dátil, acompañando al Mayor General Modesto Díaz.
En el verano de 1871 sufre de nuevo con crudeza el dolor tremendo que todas las guerras conllevan, al verse obligado a enviar a su esposa y familia al exilio en Jamaica, ante el riesgo que corrían. En el viaje, 3 de sus hijos mueren en Santiago de Cuba.
En un nuevo receso de la Cámara, en diciembre de 1872, participa en el ataque a Holguín, acompañando al Mayor General Calixto García Iñiguez.
A mediados de marzo de 1873, James O ‘Kelly, en su libro, “La tierra del mambí” le sitúa en el campamento de Modesto Díaz en Gua, cerca de Manzanillo, actual provincia de Granma. Cuenta O ‘Kelly que cuando fue detenido por las autoridades españolas llevaba dos cartas, una del presidente Céspedes y otra del diputado Fornaris para publicarlas en el New York Herald del que era corresponsal.

## Destitución de Carlos Manuel Céspedes y últimos meses
El 27 de octubre de 1873, los choques que venían sucediéndose entre el Ejecutivo y el Legislativo llegan a su punto más álgido con la destitución de Carlos Manuel de Céspedes de su cargo de presidente de la República en armas. En la sesión celebrada en el campamento de Bijagual, los Representantes, entre los que se hallaba el biografiado, alegan sus razones para deponer a quien hasta entonces había sido la primera figura de la revolución iniciada en 1868.
Tal y como la Constitución de Guáimaro establecía le sustituye el hasta entonces Presidente de la Cámara, Salvador Cisneros Betancourt, al estar ausente el vicepresidente Francisco Vicente Aguilera.
A mediados de marzo de 1874 es enviado en representación del cuerpo Legislativo acompañando al Secretario de la Guerra, Vicente García, a Las Tunas para calmar los ánimos entre algunos oficiales que piden la destitución de Calixto García.
Nada más se sabe hasta su muerte de la cual hay dos versiones: una de que murió de fiebres a finales de 1874 y otra, más extendida entre los historiadores cubanos, de que fue hecho prisionero por los españoles en la jurisdicción de Manzanillo y fusilado en la primavera de 1875.